# Niederemmendingen
Niederemmendingen (Bajo Emmendingen) es un barrio del núcleo de la ciudad Emmendingen en Baden-Wurtemberg, Alemania.
Alto Emmendingen y Bajo Emmendingen fueron originalmente dos localidades separadas. En tiempos pasados las dos localidades estaban situados a una distancia que había desaparecido con la industrialización y urbanización creciente y la fusión aumentó el desarrollo de Emmendingen aún más. Según la enciclopedia histórica Historisch-statistisch-topographisches Lexicon von dem Großherzogthum Baden de 1813, tomo 2, página 326, Niederemmendingen pertenecía todavía a la parroquia y al municipio Mundingen y tuvo 324 habitantes. Sin embargo, al momento de la fusión, el 1 de enero de 1883, Niederemmendingen ya tuvo 913 habitantes y la ciudad Emmendingen tuvo 2617 habitantes. El entonces alcalde de Niederemmendingen, Karl Friedrich Becherer, y el alcalde de Emmendingen, Andrés Roll, habían promovido fuertemente la incorporación de la aldea hasta entonces independiente a la ciudad.